# Дьеп (Нью-Брансуик)
Дьеп (англ. Dieppe) — город в графстве Вестморленд канадской провинции Нью-Брансуик. Город расположен на реке Птикодьяк, к востоку от крупного города Монктон.
Изначально город назывался Лежерс Конер (англ. Léger's Corner). Своё нынешнее название он получил в 1952 году в честь канадских солдат, погибших в 1942 году во время битвы за Дьеп во Франции.